# Benno Werth
Benno Werth (* 4. April 1929 in Riesa; † 31. Januar 2015 in Aachen) war ein deutscher Bildhauer, Designer und Maler sowie Hochschullehrer an der FH Aachen.

## Leben und Wirken
Nach Abschluss seiner Schulzeit und kurz nach Kriegsende kam Benno Werth mit seiner Familie ins Rheinland, wo er an der Düsseldorfer Peter-Behrens-Werkkunstschule studierte. Durch privaten Unterricht beim damals 87-jährigen Altmeister August von Brandis wurde sein Interesse für die Malerei geweckt, zusätzlich hatte er privaten Unterricht auch bei Zoltan Székessy. Bereits mit zwanzig Jahren erhielt Werth einen ersten Lehrauftrag für die Jugend- und Erwachsenenbildung der Stadt Düsseldorf und erteilte bis 1957 Jugendlichen und jungen Erwachsenen Unterricht im plastischen Gestalten mit Holz und Keramik. Zugleich übernahm er als selbstständiger Bildhauer und Maler bereits größere private und öffentliche Aufträge. Im Jahre 1953 belegte Werth, wiederum in Düsseldorf, ein Werklehrerseminar und legte 1955 sein Staatsexamen als Werkserzieher ab. In dieser Zeit profitierte er besonders von seinen Bekanntschaften mit Erwin Heerich, Hein Minkenberg, Hubert Löneke, Hubert Spierling und Norbert Kricke.
Nach seinem Examen ließ sich Werth zunächst in Übach-Palenberg nieder und errichtete dort ein Atelier. Im Jahre 1958 erhielt er im Zuge der Gründung der Akademie Remscheid von dieser die Berufung zum hauptamtlichen Dozenten für Bildende Kunst. In dieser Zeit machte er unter anderem die Bekanntschaft mit Werner Wirsing und kam hierdurch an zahlreiche Aufträge für Krankenhaus- und Kirchengestaltungen heran.
Nur zwei Jahre später wechselte Werth nach Aachen, wo man ihm an der Pädagogischen Hochschule Rheinland, welche 1946 als Pädagogische Akademie Aachen gegründet, später in Pädagogische Hochschule Rheinland umbenannt und 1980 als pädagogische Fakultät in die RWTH Aachen eingegliedert worden war, eine vergleichbare Dozentenstelle angeboten hatte. Hier wurde er 1973 zum Studienprofessor ernannt und erhielt im Jahr 1985 eine ordentliche Professur für Bildende Kunst und ihre Didaktik. Zugleich verblieb er als beratendes Mitglied im Trägerverein der Akademie Remscheid.
Bereits zu Beginn seiner Tätigkeit an der Pädagogischen Hochschule forschte Werth an einem speziellen „Negativ-Form- und Gussverfahren für Metalle“, dem von ihm so genannten „Subtraktivformverfahren“, welches komplizierte Hinterschneidungen in einem Guss und ohne jede Schweißnaht technisch möglich machte. Dadurch ließen sich Skulpturen mit vielschichtigen, feingliederigen Innenräumen gießen. Ab 1962 entstanden nach diesem Verfahren zahlreiche Werke in Werths Atelier.
In dieser Zeit lernte Werth auch Mitglieder der international besetzten Künstlergruppe „Polygone 65“, darunter André Hardy, Alphonse Snoeck, Michel Grégoire, Jean Rocour und Mathieu Schouteden, kennen, die ihn als deutschen Vertreter in diese Vereinigung aufnahmen. Dadurch eröffneten sich für Werth zahlreiche Möglichkeiten, europaweit Einzelausstellungen vermittelt zu bekommen oder Gruppenausstellungen zu beschicken.
Im Jahr 1968 gründete Benno Werth zusammen mit dem Journalisten Klaus Honnef und dem Galeristen Will Kranenpohl das Zentrum für aktuelle Kunst – Gegenverkehr in der Theaterstraße 50 in Aachen. Die gute Vernetzung mit der Kunstkritik sowie Ausstellungen, die alle aktuellen Kunstströmungen erfassten und Filmvorführungen, Musikdarbietungen und Lesungen machten den „Gegenverkehr“ zu einem Avantgarde-Treffpunkt, dessen Bedeutung weit über die Stadtgrenzen hinausreichte. 1972 endete dieses Projekt, da Klaus Honnef Aachen verließ und mit der Neuen Galerie – Sammlung Ludwig ab 1970 eine konkurrierende Stätte aktueller Kunst entstanden war. Einen zweiten Versuch wagte Werth schließlich 1983, als er in der Aachener Ottostraße zwei weitläufige ehemalige Fabrikgebäude anmietete, in denen er einen Kulturraum für verschiedene Kunstsparten, Theater, Galerie und Malschule etablierte. Zehn Jahre lang war dieser Kulturbetrieb äußerst erfolgreich, bis er auf Grund zu hoher Mietbelastungen aufgegeben werden musste.
Ebenfalls 1983 verhalf Benno Werth der Stadt Aachen mit seinen Plänen und Ausführungen zur Stadtteilgestaltung zum ersten Platz beim Landeswettbewerb „Neues Leben unter alter Umgebung“ und anschließend zum dritten Platz beim folgenden Bundeswettbewerb.
Als Mitte der 1980er-Jahre ersichtlich wurde, dass die pädagogische Fakultät auf Grund notwendiger Sparmaßnahmen aufgelöst und das Lehramtsstudium den einzelnen Fachfakultäten übertragen werden sollte, wechselte Werth 1986 an die Fachhochschule Aachen, wo er im Fachbereich Design als Professor für Plastisches Gestalten und Formgestaltung übernommen wurde, den er von 1992 bis 1994 auch als Dekan leitete. Nach seiner Pensionierung im Jahre 1995 arbeitete Werth weiterhin als freischaffender Bildhauer und Maler und intensivierte darauf auch wieder seine Ausstellungsaktivitäten, die er aus zeitlichen Gründen während seiner Lehrtätigkeit an der FH hatte einschränken müssen.
Während seiner gesamten Aachener Zeit blieb Benno Werth in ständigem Kontakt mit seiner Heimatstadt Riesa und bedachte diese 1991 und 2008 mit einer überzeugenden Einzelausstellung. Anlässlich seines 80. Geburtstages im Jahr 2009 wurde daraufhin im Stadtmuseum Riesa der „Benno-Werth-Saal“ eingeweiht, in dem fortan Dauerausstellungen, Lesungen, Konzerte, Gesprächsrunden und andere Veranstaltungen stattfinden.
Über Benno Werths künstlerische Arbeiten und deren Stellenwert wurden zahlreiche Presseberichte, Interviews und Rezensionen von bedeutenden Kunsthistorikern und Kunstkritikern veröffentlicht. Exemplarisch dazu gibt die Rezension von Ernst Günther Grimme in geraffter Form einen umfassenden Ein- und Überblick über die Charakteristik von Werths gesamtem Wirken.
Benno Werth lebte die letzten 20 Lebensjahre mit der FH-Professorin Gisela Engeln-Müllges zusammen, die die Methode des Subtraktivformverfahrens weiterentwickelt und in eine eigene, mathematisch orientierte, Formensprache überführt hat. 
Werth fand seine letzte Ruhestätte in der Aachener Grabeskirche St. Josef.

## Ausstellungen (Auswahl)
- 1951: „Ars Sacra“, Kaisersaal Rathaus Aachen
- 1964: Herbert Falken und Benno Werth, Suermondt-Ludwig-Museum, Aachen
- 1965: Deutsche Kunst der Gegenwart, Centre Artistique et Culturel d’Avionpuits, Lüttich
- 1966: Gruppe „Polygone 65“, Salle de Societe des Beaux Arts, Verviers und Centre Culturel de Bruxelles
- 1967: Ausstellung Gruppe Ost-West, Helsingborg, Schweden und Kopenhagen, Dänemark
- 1967: Drawings, Paintings, Sculpture, Jewellery, Gallery Ingeborg Elz, Washington D.C.
- 1968: Maison des Jeunes et de la Culture, Paris
- 1968: International Monetary Fund, Washington D.C.
- 1969: Klaus Endrikat und Benno Werth, Suermondt-Ludwig-Museum, Aachen
- 1971: Plastiken und Grafiken, Brucker Galerie, Fürstenfeldbruck bei München
- 1971: Plastik, Bilder, Grafik, Leopold-Hoesch-Museum, Düren
- 1975: Sculptures/Dessins, La Galerie Club, Grasse/Südfrankreich
- 1978: Bilder und Plastiken 1950–1978, Kreisheimatmuseum der Stadt Attendorn
- 1980: Bilder und Räume, Grafik, Malerei und Plastik, Kunstverein Hattingen
- 1991: Kulturpalast Dresden
- 1991: Bilder – Plastiken – Stadtprojekte, Heimatmuseum der Stadt Riesa
- 1996: Technoider Bronze- und Eisenguss, Gießerei-Institut der RWTH Aachen
- 1998: „Farbe, Form, Raumklang“, Handwerkskammer Düsseldorf
- 1999: Bilder und Skulpturen, Akademie der Wissenschaften und der Literatur, Mainz
- 1999: „Prinzip Hoffnung“, Bilder und Skulpturen, Rathaus der Stadt Alsdorf
- 2001: „Kleine Bilder und Skulpturen“, kunstraumno. 10, Mönchengladbach
- 2002: Bilder und Skulpturen im „INDUSTRION“, Kerkrade/Niederlande
- 2003: „Metaphern des Lichts“ im Kelterhaus des Herrenhofs Mußbach, Neustadt/Weinstraße
- 2004: „Dialog von Farben und Formen“, Malerei und Skulpturen im Aukloster der Stadt Monschau
- 2004: „Symphonie des Lichts“, Malerei und Skulpturen im Museum „De Kopermolen“ in Vaals, NL
- 2005: „Impressionen“, Malerei und Skulpturen in der Galerie IPOMAL, Landgraaf, NL
- 2005: „Farben und Formen im Dialog“, Malerei und Skulpturen, Neue Galerie in der Trinkkuranlage Bad Nauheim
- 2006: „Skulpturen und Malerei“, Ballhaus im Düsseldorfer Nordpark

## Werke (Auswahl)

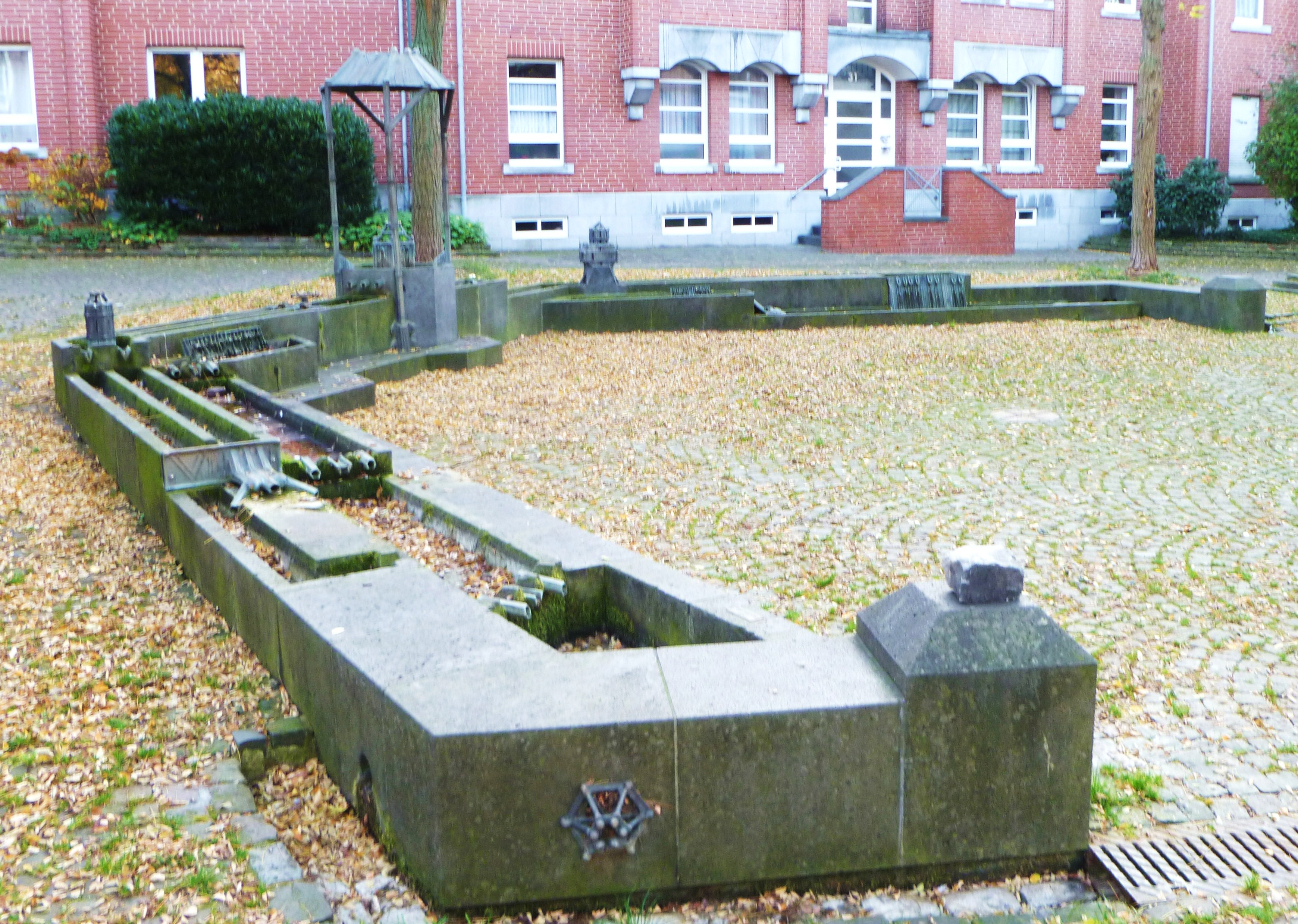
Brunnenanlage Deliusviertel, Aachen

- Bogenfries im Haldenpark Carl-Alexander, Baesweiler
- Rathaus Attendorn: Gesamte Innenraumgestaltung, Antikglasfenster, Lampentürme
- Zeitturm: 20 m hohes Relief mit Zeit- und Thermometermaschinen, Uhren, Glockenspiel und Mosaik-Zifferblatt mit 3 m Durchmesser in Düsseldorf-Kaiserswerth, (Architekt: Walter Brune), 1986
- Kirchenausstattungen unter anderem in Aachen, Altena, Berlin, Bredenscheid, Dortmund, Hattingen, Neviges-Siepen, Roetgen, Vollmarstein
- Straßen- und Platzgestaltungen sowie Brunnenanlagen in Aachen, Aldenhoven, Alsdorf, Attendorn, Eschweiler, Düsseldorf, Riesa
- Krankenhausgestaltungen unter anderem in Altena, Attendorn, Berlin-Spandau, Dortmund, Fröndenberg, Hattingen, Olpe, Schwerte, Wiesbaden